# 浦添市消防本部
浦添市消防本部（うらそえししょうぼうほんぶ）は、沖縄県浦添市の消防部局（消防本部）。管轄区域は浦添市全域。

## 概要
- 消防本部： 浦添市前田二丁目14番1号
- 管内面積：19.09km2
- 職員数：96人
- 消防署1カ所、出張所2カ所

### 主力機械
2019年4月1日現在
- 水槽付消防ポンプ自動車：6
- 化学消防ポンプ自動車：1
- はしご付消防自動車：1
- 小型動力ポンプ付水槽車：2
- 救助工作車：1
- 水難救助車：1
- 救急自動車：4
- 指揮車：1
- 広報車：2
- 資機材搬送車：1
- 水難救助用資機材搬送車：1
- 水難救助用ゴムボート積載車：1
- ボンベ積載車：1
- 水難救助艇：1
- 水上バイク：1
- ゴムボート：1
- その他：7

## 沿革
- 1950年2月3日 浦添村消防隊を組織する。
- 1962年12月24日 消防組織法改正に伴い、浦添村消防隊を浦添村消防団に改称する。
- 1970年7月1日 市昇格に伴い、消防本部・消防署を設置する。
- 1980年11月1日 浦添市消防署牧港出張所を開所する。
- 1993年3月1日 新消防庁舎での業務を開始する。
- 2000年1月14日 浦添市消防署内間出張所を開所する。

## 組織
- 本部 - 総務課、予防課
- 消防署

## 消防署
| 消防署       | 住所              | 出張所                                          |
| ------------ | ----------------- | ----------------------------------------------- |
| 浦添市消防署 | 前田二丁目14番1号 | 牧港：牧港五丁目4番12号 内間：内間三丁目18番7号 |